# Сомаля
Сома̀ля (на италиански: Somaglia, на западноломбардски: Somaia, Сумая) е малко градче и община в Северна Италия, провинция Лоди, регион Ломбардия. Разположено е на 57 m надморска височина. Населението на общината е 3771 души (към 2012 г.).